# Ребін Сулака
Ребін Сулака (араб. ريبين سولاقا, швед. Rebin Sulaka, нар. 12 квітня 1992, Ербіль) — іракський футболіст, захисник шведського клубу «Броммапойкарна» та національної збірної Іраку.

## Клубна кар'єра
Народився 12 квітня 1992 року в місті Ербіль, а у десятирічнгому віці перебрався до Швеції, де став займатись футболом у клубі «Ескільстуна Сіті». У дорослому футболі дебютував 2010 року виступами за команду «Ескільстуна Сіті», в якій провів три сезони, взявши участь у 57 матчах чемпіонату. Згодом з 2013 по 2015 рік грав у складі інших шведських команд «Далькурд», «Юнгшиле СК», «Сиріанска» та «АФК Ескільстуна».
На початку 2016 року Сулака підписав контракт з норвезьким клубом «Ельверум» з третього дивізіону країни на сезон 2016 року. Після успішного сезону, який закінчився підвищенням до другого дивізіону, він продовжив свій контракт на сезон 2017, але залишив клуб в середині сезону і переїхав до Катару, де грав за команди «Аль-Мархія», «Аль-Хор» і «Аль-Шаханія».
Наприкінці серпня 2019 року його підписав сербський клуб «Раднички» (Ниш), за який зіграв 13 ігор у Першій лізі Сербії до кінця року, а потім з січня до середини серпня 2020 року був без клубу. 
15 серпня 2020 року його підписав болгарський клуб першого дивізіону «Арда» (Кирджалі). Він 12 разів виходив на поле за цей клуб в першому дивізіоні, а у січні 2021 року підписав контракт із іншою місцевою командою «Левскі», за яку провів чотири матчі першого дивізіону. Навесні 2021 року покинув клуб, який переживав фінансові проблеми.
На початку серпня 2021 року переїхав до Таїланду, де підписав контракт із клубом першого дивізіону «Бурірам Юнайтед». Наприкінці сезону 2021/22 він став чемпіоном Таїланду з «Бурірамом». 22 травня 2022 року він зіграв у фіналі Кубка, який «Бурірам» виграв, здобувши таким чином «золотий дубль». Через тиждень він зіграв з клубом у фіналі Кубка тайської ліги, здобувши також і цей трофей. Після закінчення сезону 2021/22 був обраний до складу символічної команди. Наступного сезону знову здобув з командою усі ці три трофеї. Після двох років, протягом яких він провів 51 гру в першому дивізіоні, влітку 2023 року його контракт не продовжили.
У липні 2023 року підписав контракт із клубом першого дивізіону Швеції «Броммапойкарна».

## Виступи за збірну
11 червня 2015 року дебютував в офіційних іграх у складі національної збірної Іраку в товариському матчі проти Японії (0:4).
У складі збірної був учасником Кубка Азії 2019 року в ОАЕ, де зіграв у двох матчах і дійшов з командою до 1/8 фіналу. Згодом брав участь і у Кубку Азії 2023 року у Катарі. Там у матчі групового етапу проти В'єтнаму (3:2) він забив свій перший гол за збірну.
| Дата       | Місто                  | Господарі         | Результат | Гості          | Турнір                                              | Голи | Примітки  |
| ---------- | ---------------------- | ----------------- | --------- | -------------- | --------------------------------------------------- | ---- | --------- |
| 11-6-2015  | Йокогама               | Японія            | 4 – 0     | Ірак           | товариський матч                                    | -    |           |
| 6-11-2016  | Амман                  | Йорданія          | 0 – 0     | Ірак           | товариський матч                                    | -    |           |
| 18-3-2017  | Тегеран                | Іран              | 0 – 1     | Ірак           | товариський матч                                    | -    | Замінений |
| 23-3-2017  | Тегеран                | Ірак              | 1 – 1     | Австралія      | Відбір до ЧС 2018                                   | -    | 75'       |
| 28-3-2017  | Джидда                 | Саудівська Аравія | 1 – 0     | Ірак           | Відбір до ЧС 2018                                   | -    |           |
| 7-6-2017   | Рас-ель-Хайма (емірат) | Ірак              | 0 – 0     | Південна Корея | товариський матч                                    | -    |           |
| 13-6-2017  | Тегеран                | Ірак              | 1 – 1     | Японія         | Відбір до ЧС 2018                                   | -    | 7'        |
| 5-9-2017   | Амман                  | Ірак              | 1 – 0     | ОАЕ            | Відбір до ЧС 2018                                   | -    |           |
| 5-10-2017  | Басра                  | Ірак              | 2 – 1     | Кенія          | товариський матч                                    | -    | 70'       |
| 13-11-2017 | Басра                  | Ірак              | 1 – 1     | Сирія          | товариський матч                                    | -    |           |
| 26-12-2017 | Ель-Кувейт             | Ірак              | 2 – 1     | Катар          | Кубок націй Перської затоки 2017/18 - груповий етап | -    | 45+2' 46' |
| 21-3-2018  | Басра                  | Ірак              | 2 – 3     | Катар          | товариський матч                                    | -    |           |
| 10-9-2018  | Ель-Фарванія (місто)   | Кувейт            | 2 – 2     | Ірак           | товариський матч                                    | -    | 78'       |
| 11-10-2018 | Ер-Ріяд                | Ірак              | 0 – 4     | Аргентина      | товариський матч                                    | -    | 77'       |
| 15-10-2018 | Ер-Ріяд                | Саудівська Аравія | 1 – 1     | Ірак           | товариський матч                                    | -    |           |
| 24-12-2018 | Доха                   | Ірак              | 2 – 1     | КНР            | товариський матч                                    | -    |           |
| 12-1-2019  | Шарджа (місто)         | Ємен              | 0 – 3     | Ірак           | Кубок Азії 2019 - груповий етап                     | -    |           |
| 22-1-2019  | Абу-Дабі               | Катар             | 1 – 0     | Ірак           | Кубок Азії 2019 - 1/8 фіналу                        | -    | 71'       |
| 20-3-2019  | Басра                  | Ірак              | 1 – 0     | Сирія          | товариський матч                                    | -    |           |
| 26-3-2019  | Басра                  | Ірак              | 1 – 0     | Сирія          | товариський матч                                    | -    | 7' (aut)  |
| 9-9-2019   | Амман                  | Ірак              | 0 – 0     | Узбекистан     | товариський матч                                    | -    | 81'       |
| 14-11-2019 | Амман                  | Ірак              | 2 – 1     | Іран           | Відбір до ЧС 2022                                   | -    |           |
| 19-11-2019 | Амман                  | Ірак              | 0 – 0     | Бахрейн        | Відбір до ЧС 2022                                   | -    |           |
| Усього     |                        | Матчів            | 23        |                | Голів                                               | 0    |           |

## Досягнення
- Чемпіон Таїланду (2): 2021/22, 2022/23
- Володар Кубка Таїланду (2): 2021/22, 2022/23
- Володар Кубка тайської ліги (2): 2021–22, 2022/23